# Le Train (roman)
Pour les articles homonymes, voir Le Train.
Le Train est un roman de Georges Simenon, publié en 1961.
Simenon écrit ce roman à Noland, en Suisse, entre le 18 et le 25 mars 1961.

## Résumé
Bien qu'affligé d'une malformation à l’œil, Marcel Féron, commerçant aisé et mari heureux, vit une existence sans problèmes jusqu'au jour – c'est le 10 mai 1940 – où l'invasion allemande le précipite, avec sa femme et sa fillette de quatre ans, dans un train qui doit les évacuer hors de la zone des combats. C'est l'événement qu'il attendait confusément : un possible nouveau s'ouvre devant lui, sans qu'il en soit vraiment surpris.
Au moment du départ, sa femme, qui est enceinte de sept mois, et la petite Sophie ont été installées dans un compartiment de 1re classe du train, tandis que lui est parqué, avec les adultes valides, dans un des nombreux wagons à bestiaux rattachés au convoi. Ce dernier est scindé durant le parcours, et Marcel se retrouve séparé des siens.
L'inquiétude qu'il pourrait ressentir est refoulée par l'équipée extraordinaire que lui fait vivre le train, avec ses encombrements, sa promiscuité, ses haltes et les dangers aériens qui le menacent. Une jeune femme en robe noire, sans bagages, montée dans le wagon à la dernière minute (elle venait de la prison de Namur où les détenus avaient été libérés), va déclencher l'imprévu pour Marcel : une liaison s'ébauche entre lui et Anna. Dans une durée qui abolit passé et avenir, ils font l'expérience d'une union à la fois physique et morale, sans presque se connaître.
Le train arrive enfin à La Rochelle au moment de l'armistice de Pétain, et les évacués se retrouvent dans un camp. Des listes circulent pour la recherche des réfugiés : Marcel apprend ainsi que sa femme est à la maternité de Bressuire, à quelques lieues de La Rochelle, où elle vient d'accoucher d'un garçon. Il n'a de cesse qu'il ne l'ait rejointe. Anna l'accompagne jusqu'au seuil de l'établissement. Le cœur serré, elle lui dit adieu et ajoute simplement : « J'ai été heureuse avec toi ».
Le temps a retrouvé son cours normal. Avec ses deux enfants, Marcel reprend sa vie familiale à Fumay, comme auparavant.
Pendant l'hiver de l'année suivante, alors qu'il se rend un soir chez un client, il voit Anna surgir brusquement de l'ombre. Elle est venue lui demander de l'héberger, elle et un aviateur anglais, car ils sont traqués par la Gestapo. Ce n'est que pour quelques jours. Un moment d'hésitation... Anna a compris et n'insiste pas. Marcel a une femme, des enfants, une maison de commerce.
Un mois plus tard, sur une liste d'espions fusillés, Marcel lira un nom anglais près de celui d'Anna Kupfer.

## Thème
Comme souvent dans l'œuvre de Simenon, il s'agit ici de l'histoire d'une rupture, ici causée par l'avancée allemande. S'y trouve également le thème de la lâcheté humaine (celle des hommes plus que celle des femmes), car de retour dans son foyer, le héros renie Anna.

## Aspects particuliers du roman

### Cadre spatio-temporel
Fumay (Ardennes françaises), La Rochelle et le parcours du train entre ces deux localités.
Époque contemporaine : début de la Seconde guerre mondiale

### Personnages
- Marcel Féron, électricien, marchand d'appareils radio à Fumay, marié, un enfant au début du récit (par la suite, deux autres), 32 ans
- Jeanne Féron, son épouse, née Van Straeten
- Anna Kupfer, jeune fille tchèque, juive, 22 ans

## Éditions
- Prépublication en feuilleton dans l'hebdomadaire Le Nouveau Candide, no 1-10 du 4 mai au 6 juillet 1961
- Édition originale : Presses de la Cité, 1961
- Tout Simenon, tome 11, Omnibus, 2003  (ISBN 978-2-258-06052-4)
- Livre de Poche, no 35058, 2008  (ISBN 978-2-253-12491-7)
- Romans durs, tome 11, Omnibus, 2013  (ISBN 978-2-258-09398-0)
- Romans durs, tome 11, Omnibus, 2023  (ISBN 978-2-258-20268-9)

## Adaptations

### Au cinéma
- 1973 : Le Train, film franco-italien de Pierre Granier-Deferre, avec Romy Schneider et Jean-Louis Trintignant.

### À la radio
- 2016 : adaptation par Pierre Assouline, réalisée par Blandine Masson, musique originale : Eric Slabiak. Comédiens : Bruno Raffaelli, Françoise Gillard, Guillaume Gallienne, Adeline d’Hermy, Pierre Hancisse, Rebecca Marder[1].

## Source
- Maurice Piron, Michel Lemoine, L'Univers de Simenon, guide des romans et nouvelles (1931-1972) de Georges Simenon, Presses de la Cité, 1983, p. 212-213  (ISBN 978-2-258-01152-6)